# External Data Representation
eXternal Data Representation (XDR) é um padrão IETF de 1995 da camada de apresentação do Modelo OSI. XDR permite dados serem empacotados em uma arquitetura de maneira independente para que o dado seja transferido entre sistemas de computadores heterogêneos. Converter da representação local para XDR é conhecido como codificação. Converter do XDR para a representação local é conhecido como decodificação. XDR é implementado como uma biblioteca de funções que são portáveis entre diferentes sistemas operacionais e também são independentes da camada de transporte.

## Tipos de dados XDR
- booleano
- int (inteiro 32 bit)
- hyper (inteiro 64 bit)
- double
- enumerações
- estruturas
- string
- arrays de tamanho fixo
- arrays de tamanho variado
- uniões
- dados opacos